# Ligyrus nasutus
Ligyrus nasutus är en skalbaggsart som beskrevs av Hermann Burmeister 1847. Ligyrus nasutus ingår i släktet Ligyrus och familjen Dynastidae. Inga underarter finns listade i Catalogue of Life.